# Fullerö, Uppsala kommun
Fullerö är en by vid länsväg 290 väster om E4 i Gamla Uppsala socken i Uppsala kommun, belägen cirka 9 km norr om centrala Uppsala och 5 kilometer sydväst om Storvreta. Från 2015 avgränsar SCB här en småort.

## Bebyggelse
Bebyggelsen i Fullerö by, väster om motorvägen, består av några villor och en butik med kafé. I anslutning till motorvägen finns en vägkrog, en bilhandel och en obemannad bensinstation. Området Fullerö hage öster om motorvägen är under exploatering i samband med den av Uppsala kommun planerade långsiktiga utbyggnaden av Storvreta tätort söderut. I de inledande etapperna bebyggs området under 2017–2018 med ett tjugotal villor och ett fyrtiotal bostadsrätter av radhustyp, samt en företagspark närmast motorvägen.
En planerad stor utbyggnad med temapark ("vikingapark") och köpcentrum stoppades 2015 av Mark- och milöööverdomstolen efter en långvarig process med många beslut och överklaganden.

## Historia

### Forntid
Namnet Fullerö har tidigare skrivits Fuldaredh och anses syfta på ett ed (smal och låg landtunga mellan farbara vatten) invid översvämningsbenäget vatten. Nedanför en höjd fanns i forntiden en passage över den centrala vattenleden Fyrisån, och den som behärskade höjden hade kontroll över både landtrafik och vattenburna transporter. Uppe på höjden har man hittat och grävt ut en stormannagrav från romersk järnålder (300-talet e.Kr) med guldföremål och andra fynd som tyder på nära kontakt med romarriket. Andra fynd visar att platsen varit viktig långt tidigare. Den äldsta kända framställningen i Norden av järn ur bergmalm pågick i Fullerö någon gång under de två första århundradena e. Kr. Världens äldsta kända anläggningar för framställning av tjätjära användes i Fullerö kring 540-380 f.Kr. Vid åstranden har man hittat spår av byggnader och vardagligt arbete från så tidigt som 1300 f.Kr, alltså bronsåldern. Allt detta grävdes ut och togs bort i samband med byggandet av nya E4 åren efter 2000.
I anslutning till Fullerö Söderby finns ytterligare två gravfält.
Lite mindre än en kilometer söder om byn, längs vägen mot Gamla Uppsala, ligger Fullerö backar, ett känt gravfält på Vattholmaåsen (invid Fyrisån) som idag är naturreservat och statsägt Natura 2000-område.

### Medeltid
Byn omtalas första gången 1299, då Harald de Fuldrethum var faste vid ting i Uppsala. Möjligen var det två följande fastarna även från Fullerö. 1316 uppras en landbo tillhörande Uppsala domkyrka i byn. Den tillhörde senare det 1357 instiftade kanonikatet Fullerö kanonikat vid Uppsala domkyrka. Under 1500-talet fanns fyra gårdar tillhöriga Fullerö kanonikat i byn, samt en gård tillhörig Grillby kanonikat. Dessa drogs senare in till kronan och lades under Örby rättardöme. I byn fanns 1540 även ett frälsetorp, ett skattetorp, en gård tillhörig kyrkan, två arv och eget (troligen jord som Gustav Vasa ägt redan innan han blev kung, han var ägare till dessa redan 1526), och en skattgård.

## Kommunikationer
Vid E4 ligger en trafikplats med namnet Fullerö (avfartsnummer 189). Länsväg 290 har sin sydände vid Fullerö och går från trafikplatsen norrut mot Storvreta, Vattholma, Österbybruk och Forsmark. Mot Gamla Uppsala går länsväg 693, som är det nya numret på "gamla" länsväg 290 mellan Fullerö och Gamla Uppsala.
Från Fullerö finns bussförbindelser mot Uppsala, Storvreta och Österbybruk.
Ostkustbanan passerar öster om Fullerö men saknar hållplats här. Närmaste pendeltågsstation finns i Storvreta och närmaste fjärrtågsstation i Uppsala.